# Costarcha indistincta
Costarcha indistincta är en fjärilsart som beskrevs av George Francis Hampson 1891. Costarcha indistincta ingår i släktet Costarcha och familjen björnspinnare. Inga underarter finns listade i Catalogue of Life.